# Dwight L. Moody
Pour les articles homonymes, voir Moody.
Dwight Lyman Moody (5 février 1837 - 22 décembre 1899) est un évangéliste évangélique et un éditeur qui fonde la Moody Church, la Northfield School et la Mount Hermon dans le Massachusetts.

## Biographie
Moody est né en 1837. Son père meurt alcoolique. Sa mère devient veuve à 36 ans avec sept enfants et des jumeaux à venir. Dwight est le plus jeune. Il commence à travailler à 13 ans. Un oncle, pasteur de l'église unitarienne, vient les aider. Il baptise Moody. Moody prend conscience de Dieu et commence à le chercher.
Il commence dans le commerce de la chaussure à Boston en 1854 à 17 ans grâce à un contact de son oncle.  Pour en bénéficier, il doit aller à l'église congrégationaliste de Mount Vernon. En 1855, il rencontre le professeur d’école du dimanche de l'église dans un parc qui lui parle de l’amour de Dieu. À la suite de cette conversation, Moody a vécu une nouvelle naissance et est devenu chrétien évangélique. 
En 1856, à 19 ans, il va travailler à Chicago dans le commerce de son frère. 

### Ministère
En 1856, il commence à faire de l'évangélisation. 
En 1858, il débute une école du dimanche. Ils se réunissent dans un petit wagon de marchandise. Il va ensuite dans un saloon abandonné dans un secteur qu’on appelait « le Petit Enfer ». Les gens venaient de partout pour l’entendre, même le maire. Celui-ci lui prête gratuitement un autre local. Il est encore dans le commerce à 23 ans. Il gagne 5 000 US$ par an alors que la plupart des églises en fait 300 US$.
En 1860, Abraham Lincoln visite son école du dimanche. 
L’école du dimanche grandit rapidement. En 1861, il quitte son travail de commerçant et s'associe avec la Young Men's Christian Association pour distribuer de la nourriture et des vêtements aux enfants.
En 1862, il se marie avec Emma qui vient écouter ses sermons. Ils ont deux enfants. 
En 1862 pendant la guerre civile, il effectue des visites aux soldats avec la United States Christian Commission. 
En 1864, il fonde l'Illinois Street Church (devenue Moody Church) à Chicago, avec un auditorium de 1 500 places . En 1966, il devient président de la Young Men's Christian Association de Chicago. Le bâtiment est détruit par le Grand incendie de Chicago en 1871. Cette même année, il construit une structure temporaire, le North Side Tabernacle. 
En 1870, lors de la convention internationale des Unions chrétiennes de Jeunes Gens à Indianapolis il découvre la voix du chanteur Ira Sankey qu’il invite à le rejoindre à Chicago.
En 1871, il reçoit le Saint-Esprit par l'intercession de deux sœurs de son église (Sarah A. Cooke & sœur Hawxhurst).
En 1872, il effectue un premier voyage d’évangélisation avec Ira Sankey à Londres au Royaume-Uni . Il y retourne en 1874 et collabore avec le pasteur baptiste Charles Spurgeon. 
En 1879, il fonde la Northfield School for Girls et la Mount Hermon School for Boys en 1881 (devenue Northfield Mount Hermon) . En 1886, il fonde la Chicago Evangelization Society (devenue Moody Bible Institute) à Chicago.
Il prêche son dernier sermon le 16 novembre 1899.